# 은성수 (공무원)
은성수(殷成洙, 1961년 ~ )는 대한민국의 제7대 금융위원회 위원장을 역임한 공무원이다.

## 생애
1983년 서울대학교 경제학과 재학 중 행정고시 27회 재경직을 수석으로 합격해 재무부에서 공직을 시작하였다. 재정경제원, 유엔무역개발회의(UNCTAD), 재정경제부, 국제부흥개발은행(IBRD) 등을 거쳐 기획재정부 국제경제관리관 등을 역임했다.
2016년부터 한국투자공사 사장을 맡았다.
2017년 김동연 기획재정부 장관에 의해 제20대 한국수출입은행장으로 임명 제청되었다. 기획재정부는 은성수에 대해 "금융전문가로 탁월한 업무추진력과 친화력을 함께 갖췄다"며 "국내외 금융시장과 국회·정부 등 유관기관과의 긴밀한 소통을 통해 해운조선 구조조정, 수출금융 활성화, 내부 경영혁신 등 현안을 해결할 수 있는 적임자라고 판단한다"라고 배경을 설명했다.
2019년 9월 9일 금융위원회 위원장으로 임명되었다.

## 학력
- 군산고등학교
- 1980 ~ 1984년 서울대학교 경제학 학사
- 하와이 대학교 대학원 경제학 박사

## 경력
- 1983년 : 제27회 행정고시 합격
- 1984년 : 재무부 투자진흥과 사무관
- 1996년 : 재정경제원 금융정책과 사무관
- 1998 ~ 1999년 : 대통령비서실 경제구조조정기획단 금융담당과장
- 1998년 ~ 2002년 : 국제연합무역개발협의회 투자기업국 파견
- 2002년 : 재정경제부 부총리 비서관
- 2003년 : 재정경제부 국제기구과 과장
- 2003년 ~ 2005년 : 재정경제부 금융협력과 과장
- 2005년 ~ 2006년 : 대통령비서실 경제보좌관실 선임행정관
- 2006년 ~ 2009년 : 국제부흥개발은행 IBRD 시니어 이코노미스트
- 2010년 ~ 2011년 : 기획재정부 국제금융정책관
- 2011년 ~ 2013년 : 기획재정부 국제금융정책국 국장
- 2013년 ~ 2014년 : 기획재정부 국제업무관리관
- 2014년 ~ 2016년 : 국제부흥개발은행 IBRD 상임이사
- 2016년 ~ 2017년 : 제6대 한국투자공사 사장
- 2017년 9월 ~ 2019년 9월 : 제20대 한국수출입은행장
- 2019년 9월 ~ 2021년 8월 : 금융위원회 위원장
- 2021년 5월 ~ 2021년 8월 : 2050 탄소중립위원회 당연직 위원
- 2022년 1월 ~ : 금융연구원 초빙연구위원
- 2022년 6월 ~ 2022년 7월: 전북경제 살리기를 위한 인수위원회위원장